# Io e lei
Io e lei è un film sentimentale del 2015 diretto da Maria Sole Tognazzi.
Il lungometraggio è stato scritto dalla regista insieme a Ivan Cotroneo e Francesca Marciano, con protagoniste Margherita Buy e Sabrina Ferilli, per la prima volta insieme sullo schermo. Maria Sole Tognazzi ha definito il film «un pudico, gentile ma lontanissimo omaggio» a Il vizietto di Édouard Molinaro, con Ugo Tognazzi e Michel Serrault.

## Trama
Federica e Marina sono una coppia e convivono da cinque anni. Marina è stata un'attrice, mentre adesso è una piccola imprenditrice nel campo della ristorazione, ha un carattere espansivo ed è fiera della propria omosessualità. Per l'architetta Federica invece si tratta della prima relazione omosessuale e, a differenza della compagna, è riservata, è stata sposata con Sergio, con cui è ancora in buoni rapporti, e ha un figlio ventiquattrenne, Bernardo. Le due vivono insieme in un appartamento a Roma.
Marina crede che la loro relazione sia ormai consolidata, ma una serie di eventi la destabilizza. Durante un'intervista, infatti, Marina cita il nome di Federica, svelando così la sua omosessualità sul suo posto di lavoro. Pur essendo accettata dai colleghi senza problemi, Federica non la prende bene, poiché è ancora titubante riguardo al mostrare al mondo la sua relazione saffica.
Nel frattempo, mentre Federica incontra Marco, una sua vecchia conoscenza per il quale aveva provato attrazione diversi anni prima, Marina riceve da Stefano, un regista suo ammiratore, il copione per una commedia, con un personaggio scritto appositamente per lei. La donna, che non recita più da molti anni, è indecisa, ma alla fine, forse anche per ripicca nei confronti di Federica che insiste per non farla accettare, decide di ritornare davanti alla macchina da presa.
Mentre Marina è a Milano per lavoro, Federica inizia una relazione clandestina con Marco, che viene scoperta da Marina leggendo per caso un sms dei due amanti. Incassando il colpo, Marina si presenta all'appuntamento clandestino, porta via Federica e le dice di chiudere quella relazione fedifraga, poiché lei ci metterà una pietra sopra. La donna obbedisce ma la situazione, divenuta insostenibile per il clima di tensione e di sospetto che si è instaurato, fa decidere a Federica di prendersi un periodo di pausa per capire che tipo di relazione vuole avere. Prima si trasferisce nell'appartamento dove abita il figlio assieme ai suoi amici universitari, poi nel suo studio e infine proprio da Marco. Ogni tanto però torna nella casa in cui abitava con Marina, quando la sua ex compagna non è presente.
Abbandonata dalla compagna, Marina entra in crisi, sostenuta però dalla famiglia e da Camilla, sua ex fiamma e adesso aiutante sul lavoro. Pentitasi di aver accettato il ruolo nel film, decide di tornare dal regista per disimpegnarsi, ma fortunatamente questi le dice che i fondi per il film sono mancati all'improvviso per il ritiro di alcuni produttori inglesi e il progetto è saltato. Marina si mostra comprensiva e lascia intendere ad Anna, attrice e segretaria del regista, di poterla chiamare quando vuole.
Bocciata all'esame scritto della patente e con l'accumulo di frustrazioni, Federica si rende conto di non essere felice e di aver sbagliato tutto. Mentre è a cena con Marco a casa di Sergio e della sua nuova famiglia, lascia la cena di soppiatto e si reca a casa di Marina. Qui le due hanno un confronto sulla porta di casa. Marina si dice profondamente delusa dal comportamento di Federica e non è sicura di volerla nuovamente accanto a sé, anche perché è passato diverso tempo dalla loro rottura. Federica invece si dice sicura adesso di sapere cosa vuole in amore, ma Marina le dice di pensarci bene e di ripresentarsi da lei fra sei mesi.
Federica capisce e accetta, ma mentre scende mestamente in ascensore, Marina con impeto scende dalle scale e la raggiunge al piano terra. Qui dice a Federica che sei mesi per lei sono troppi e le due si scambiano un bacio appassionato, pronte a ricominciare.

## Produzione

### Sceneggiatura
L'idea del film è nata nella mente di Maria Sole Tognazzi dalla voglia di girare un nuovo film con Margherita Buy, dopo il successo di Viaggio sola, e dopo l'incontro al Festival di Cannes 2013 con Sabrina Ferilli, sua vecchia conoscenza di gioventù, con cui si erano confidate reciprocamente di voler lavorare insieme.
Trovandosi in seguito a vedere per caso in televisione Il vizietto di Édouard Molinaro, lo prese come «un consiglio dall'alto» e decise di girare con le due attrici un film che parlasse di una coppia omosessuale, in seguito contattò i due sceneggiatori Ivan Cotroneo e Francesca Marciano, già suoi collaboratori per Viaggio sola. Inizialmente infatti si diffuse la notizia che Tognazzi avrebbe girato un remake della pellicola di Molinaro, che venne subito smentita da Maria Sole Tognazzi poiché un «remake avrebbe creato altre aspettative».
Lo scopo della regista era quello di focalizzarsi «sulla quotidianità e sui sentimenti simili in ogni tipo di coppia» formata da «due persone mature, realizzate, serene» e quindi in contrapposizione alle carnali, irrequiete e giovani protagoniste del lungometraggio La vita di Adele di Abdellatif Kechiche, definito dalla regista «un capolavoro».
(Maria Sole Tognazzi nell'intervista a Natalia Aspesi)

### Riprese
Le riprese si sono svolte nell'autunno 2014, dal 20 ottobre fino al 12 dicembre. Il film è ambientato a Roma, anche se alcune scene sono state girate a Ladispoli.

## Promozione
Il primo poster del film è stato diffuso il 17 luglio 2015. Il 25 agosto successivo, la Indigo Film inizia la vera e propria promozione del film con la diffusione del primo teaser trailer, in cui le due protagoniste parlano in maniera indiretta del lungometraggio, e del backstage del set cinematografico, commentato da Maria Sole Tognazzi.
Il 26 agosto 2015, esce il trailer in anteprima sul sito de la Repubblica.

## Distribuzione
Il film è stato distribuito nelle sale cinematografiche italiane il 1º ottobre 2015, distribuito da Lucky Red in 200 copie.

## Accoglienza

### Incassi
Nel primo weekend di programmazione nelle sale, il film ha debuttato al quinto posto dei film più visti, con un incasso di 707000 €.

### Critica
Il film ha avuto generalmente un'accoglienza positiva da parte della critica, seppur con qualche eccezione. Alessandra Levantesi Kezich de La Stampa critica la sceneggiatura che «rimane piuttosto inerte» in cui i personaggi secondari «hanno scarsa consistenza», alla scelte comiche che «mal si fondono con i risvolti drammatico-sentimentali» e al fatto che non si «crede neppure per un attimo» che i personaggi di Buy e Ferilli «siano amanti». Fabio Ferzetti de il Messaggero critica il fatto che la regista abbia abbracciato «il neoperbenismo incolore e indolore che permea il 90% delle commedie italiane di oggi». «Va bene sdoganare un tema così decisivo» conclude, «ma la commedia vince e appassiona quando forza la mano».
Valerio Caprara critica la «costruzione drammaturgica, delle soluzioni visive, dei ritmi emotivi e della vivacità narrativa» del film, definito una «commedia alla Nora Ephron trapiantata in habitat romanocentrico», apprezza però la performance della «irrequieta, spaesata e morettiana» Margherita Buy e «la vigorosa, spontanea e ulteriormente maturata - tanto da eccellere anche nei sottotoni» Sabrina Ferilli. Critica inoltre la scelta di sottolineare troppo la normalità borghese della vita di coppia che alla fine fa «inceppare il film». Quotidianità che sembra invece apprezzata da Maurizio Acerbi de Il Giornale: «battute azzeccate, senza mai volgarità e due splendide protagoniste perfettamente nella parte». Anche Giorgio Carbone di Libero apprezza il lavoro della regista che «racconta sciolto e pulito e guida bene le sue mattatrici». Maurizio Porro del Corriere della Sera definisce il film «misurato e reale [...] fluido come un torneo fra due attrici», apprezzando il lavoro delle due attrici: la «bella nouvelle vague espressiva» di Margherita Buy e una «strepitosa Ferilli di contagiosa bravura, verve e simpatia».
Gian Luigi Rondi de Il Tempo elogia le interpretazioni delle due attrici protagoniste, ma critica come la sceneggiatura abbia trattato «i caratteri delle due donne [che] pur tentando approfondimenti, restano un po' a margine e stentano [...] a ottenere una partecipazione sincera e, quando richiesta, commossa, da parte dello spettatore». Soprattutto critica il finale, «elemento meno felice» poiché «senza nessuna variante» delle commedie sentimentali. Paolo D'Agostini su la Repubblica invece apprezza come la regista abbia strutturato il finale e definisce il film «una buona commedia [che] azzecca le interpretazioni favorendo, per Ferilli soprattutto, una bella occasione e prova di versatilità». Molto apprezzato è stato il lavoro che Ennio Fantastichini ha fatto sul suo personaggio, «un piccolo capolavoro», e il fatto che le due protagoniste facciano «una sorniona canzonatura delle proprie caratteristiche diciamo 'storiche', reali o generalmente percepite. Buy la sofisticata, rognosa, supponente. Ferilli la popolana, ruspante, senza peli sulla lingua».

## Controversie
Alcuni giornali hanno sostenuto che il film facesse propaganda sulle unioni civili, nonostante fosse finanziato dal Mibact e dalla regione Lazio. La produttrice, Francesca Cima, ha dichiarato che non si tratta di un film politico, ma gli attori nelle interviste hanno affermato il contrario.

## Riconoscimenti
- 2016 - David di Donatello
  - Candidatura per la migliore attrice protagonista a Sabrina Ferilli
- 2016 - Nastro d'argento
  - Migliore soggetto a Ivan Cotroneo, Francesca Marciano e  Maria Sole Tognazzi
  - Candidatura per la migliore commedia a Maria Sole Tognazzi
  - Candidatura per il miglior produttore a Nicola Giuliani
  - Candidatura per la migliore attrice protagonista a Sabrina Ferilli
- 2016 - Ciak d'oro
  - Migliore attrice protagonista a Sabrina Ferilli[17]
  - Candidatura per la migliore attrice non protagonista a Alessia Barela
  - Candidatura per la migliore colonna sonora a Gabriele Roberto

Il film rientra tra quelli tenuti in considerazione nella prima edizione del Premio Dedalo Minosse Cinema del 2016.